# Officersuddannelsen i den danske hær
Officersuddannelsen i den danske hær  foregår på Hærens Officersskole, varer i alt ca. tre år og indeholder bl.a. taktik, idræt, ledelse, coaching, krigshistorie, statskundskab, engelsk, psykologi, patruljekursus, faldskærmskursus m.m.

## Uddannelsen
For at blive linjeofficer skal man gennemføre officersgrunduddannelsen (GRO). Denne er delt op i to, GRO 1 og GRO 2. 

### GRO 1
Målet med GRO 1 er, at officerseleven, kadetten, tilegner sig de personlige og faglige kompetencer, der gør kadetten i stand til at virke som delingsfører i både Hæren nationalt og internationalt. Uddannelsen skal ydermere danne basis for indtræden på GRO 2.
Efter tre måneders uddannelse bliver kadetten udnævnt til sekondløjtnant og ved afslutning på uddannelsen, efter 1½ år, udnævnes vedkommende til løjtnant.
Såfremt kadetten ikke ønsker at fortsætte på GRO 2, ansættes kadetten som løjtnant ved et regiment på en tidsbestemt kontrakt af maksimalt 60 måneders varighed. Kadetten kan efter tjeneste eller som civil søge optagelse på GRO 2.

### GRO 2
Formålet med GRO 2 er, at kadetten tilegner sig de personlige og faglige kompetencer, der gør, at kadetten kan virke som delingsfører og leder af en specialdeling i Hæren både nationalt og internationalt. Derudover bliver kadetten uddannet til at kunne virke som næstkommanderende i en underafdeling, samt som lærer på en tjenestegrensskole i Hæren.
Uddannelsen skal sammen med GRO 1 bringe kadetten på professionsbachelorniveau og derved gør det muligt for kadetten at indtræden på videreuddannelsestrin 1 med henblik på at blive kaptajn.
Efter gennemførelse af GRO 2 og opfyldelse af beståelseskriterierne, bliver kadetten udnævnt til premierløjtnant og ansat som tjenestemand.
Som kadet, elev eller lærer kan melde sig ind i Hærens Officersskoles Kadetforening (HOKA).